# Eclipse (band)
Eclipse is een Zweedse rockband die is geformeerd in 1999. Bij de Zweedse voorlopige voorronden voor het Eurovisie Songfestival van de Melodifestivalen in 2016 bereikte de band de halve finale met het nummer Runaways. In 2019 maakt de band zijn bekende debuut tijdens de Wacken Open Air.

## Bezetting
Huidige bezetting
- Erik Mårtensson (zang, basgitaar, gitaar)
- Magnus Henriksson (gitaar, sinds 1999)
- Philip Crusner (drums, sinds 2015)
- Victor Crusner (basgitaar, sinds 2019)

Voormalige leden
- Anders Berlin (drums, keyboards, percussie, tot 2004)
- Johan Berlin  (keyboards, tot 2008?)
- Fredrik Folkare (basgitaar, 2003–2008)
- Robban Bäck (drums, 2006–2015)
- Magnus Ulfstedt (basgitaar,2000–2006, drums sinds 2014, basgitaar 2015-2019)

## Geschiedenis
De band werd geformeerd in 1999 door zanger/gitarist/bassist Erik Mårtensson en drummer/toetsenist Anders Berlin in Stockholm. Samen met gitarist Magnus Henriksson kregen ze een platencontract bij het Britse label Z Records, waar in 2001 hun debuutalbum The Truth and a Little More verscheen. Na de overstap naar de Italiaanse platenmaatschappij Frontiers Music werden de albums Second to None (2004) en Are You Ready to Rock (2008) uitgebracht. Tegelijkertijd schreef Erik Mårtensson de meeste nummers voor zijn zijproject W.E.T., dat bestaat uit leden van de bands Work of Art, Eclipse en Talisman. Het titelloze debuut werd uitgebracht in 2009 en kreeg veel aandacht van fans van melodieuze hardrock en op het gebied van AOR-radioformaat. In 2012 bracht de band Bleed & Scream uit. Het titelnummer werd ook als single uitgebracht en was daarmee de eerste videoclip van de band. Het album bereikte nummer 44 in de Zweedse album hitlijst Sverigetopplistan. In 2014 brachten ze hun album Are You Ready to Rock opnieuw uit onder de naam Are You Ready To Rock MMXIV, waarbij enkele nummers uit 2008 waren toegevoegd.
Het vijfde album Armageddonize kwam uit in februari 2015 en plaatste zich op nummer 49 in de Zweedse albumhitlijst. In november 2015 werd bekendgemaakt dat Eclipse zou deelnemen aan de voorlopige voorronden voor het Eurovisie Songfestival Melodifestivalen in 2016. Met het nummer Runaways, geschreven door Erik Mårtensson, bereikten ze de halve finale. In maart 2017 verscheen het album Monumentum, dat werd gepresenteerd op de eerste dag van het Frontiers Rock Festival IV in Trezzo (Milaan) en dat werd gevolgd door een tournee door negen landen. In augustus 2019 trad de band voor het eerst op tijdens de Wacken Open Air. Eerder was in juli de nieuwe single United van de band verschenen.

## Discografie

### Singles
- 2012: Bleed & Scream / Come Hell or High Water / Into the Fire
- 2015: Stand on Your Feet
- 2016: Runaways
- 2017: Vertigo
- 2017: Never Look Back
- 2019: Viva La Victoria / United

### Albums
- 2001: The Truth and a Little More
- 2004: Second to None
- 2008: Are You Ready to Rock
- 2012: Bleed & Scream
- 2014: Are You Ready to Rock MMXIV
- 2015: Armageddonize
- 2017: Monumentum
- 2019: Paradigm
- 2021: Wired
- 2023: Megalomanium
- 2024: Megalomanium II